# Linea Kamaishi

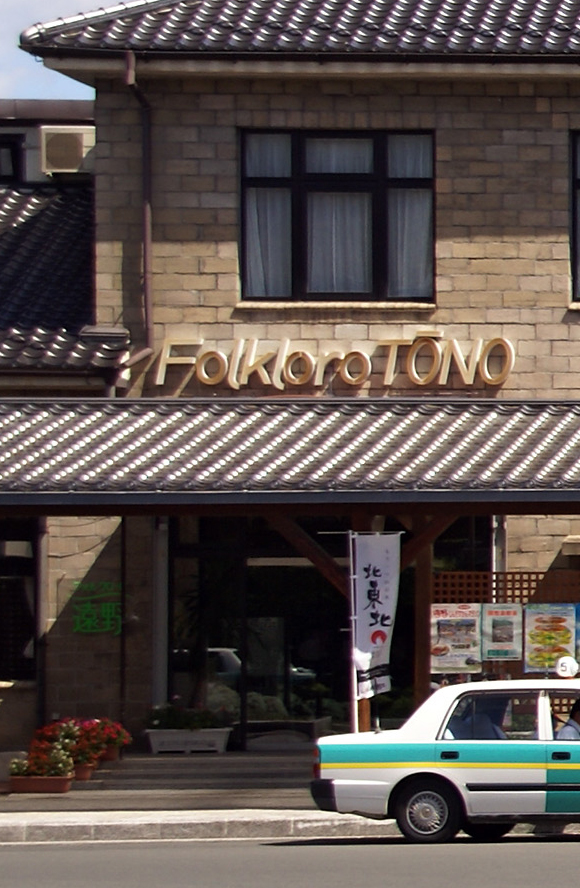
Vista di una stazione con il doppio nome, in giapponese ed esperanto

La linea Kamaishi (釜石線?, Kamaishi-sen) è una linea ferroviaria giapponese a carattere regionale gestita dalla JR East a scartamento ridotto che collega le stazioni di Kamaishi nella città di omonima e di Hanamaki, nella città di Hanamaki, entrambe nella prefettura di Iwate.

## Servizi
La linea, a traffico locale, ha prevalentemente treni locali che fermano in tutte le stazioni, oltre a un servizio rapido chiamato Hamayuri. La ferrovia ha la particolarità di avere, per ciascuna fermata, un soprannome in lingua esperanto.

## Stazioni
| Stazione           | Giapponese | Esperanto     | Distanza | Rapido Hamayuri | Collegamenti                            | Posizione    |
| ------------------ | ---------- | ------------- | -------- | --------------- | --------------------------------------- | ------------ |
| Hanamaki           | 花巻       | Ĉielarko      | 0.0      | ●               | Linea principale Tōhoku                 | Hanamaki     |
| Nitanai            | 似内       | La Marbordo   | 3.5      | ｜              |                                         | Hanamaki     |
| Shin-Hanamaki      | 新花巻     | Stelaro       | 6.4      | ●               | Tōhoku Shinkansen                       | Hanamaki     |
| Oyamada            | 小山田     | Luna Nokto    | 8.3      | ｜              |                                         | Hanamaki     |
| Tsuchizawa         | 土沢       | Brila Rivero  | 12.7     | ●               |                                         | Tōno         |
| Haruyama           | 晴山       | Ĉeriz-arboj   | 15.9     | ｜              |                                         | Tōno         |
| Iwanebashi         | 岩根橋     | Fervojponto   | 21.7     | ｜              |                                         | Tōno         |
| Miyamori           | 宮守       | Galaksia Kajo | 25.1     | ●               |                                         | Tōno         |
| Kashiwagidaira     | 柏木平     | Glanoj        | 31.2     | ｜              |                                         | Tōno         |
| Masuzawa           | 鱒沢       | Lakta Vojo    | 33.6     | ▲               |                                         | Tōno         |
| Arayamae           | 荒谷前     | Akvorado      | 36.4     | ｜              |                                         | Tōno         |
| Iwate-Futsukamachi | 岩手二日町 | Farmista Domo | 39.3     | ｜              |                                         | Tōno         |
| Ayaori             | 綾織       | Teksilo       | 41.1     | ｜              |                                         | Tōno         |
| Tōno               | 遠野       | Folkloro      | 46.0     | ●               |                                         | Tōno         |
| Aozasa             | 青笹       | Kapao         | 50.3     | ｜              |                                         | Tōno         |
| Iwate-Kamigō       | 岩手上郷   | Cervodanco    | 53.8     | ▲               |                                         | Tōno         |
| Hirakura           | 平倉       | Monta Dio     | 56.6     | ｜              |                                         | Tōno         |
| Ashigase           | 足ヶ瀬     | Montopasejo   | 61.2     | ｜              |                                         | Tōno         |
| Kami-Arisu         | 上有住     | Kaverno       | 65.4     | ｜              |                                         | Sumita Kesen |
| Rikuchū-Ōhashi     | 陸中大橋   | Minaĵo        | 73.7     | ｜              |                                         | Kamaishi     |
| Dōsen              | 洞泉       | Cervoj        | 79.6     | ｜              |                                         | Kamaishi     |
| Matsukura          | 松倉       | La Suda Kruco | 83.2     | ▲               |                                         | Kamaishi     |
| Kosano             | 小佐野     | Verda Vento   | 86.5     | ●               |                                         | Kamaishi     |
| Kamaishi           | 釜石       | La Oceano     | 90.2     | ●               | Linea Yamada Linea Sanriku Minami-Riasu | Kamaishi     |

## Materiale rotabile
- Automotrice diesel KiHa serie 100